# San Pedro del Pinatar
San Pedro del Pinatar är en kommun i Spanien. Den ligger i den autonoma regionen Murcia i södra delen av landet, 400 km sydost om huvudstaden Madrid. Antalet invånare är 28 706 (2024).
Arean är 22,36 kvadratkilometer.